# KS-18
KS-18はソビエト連邦の装甲車両である。
化学兵器を運用する車両として量産もされているが、戦闘記録などが殆ど残されていない。

## 概要
戦間期において世界恐慌の影響を受けなかったソビエト連邦は、戦車、装甲車を多岐に渡って製造し続け、特に装甲車については特定の目的に特化した車両が数多く試作された。
ソ連とドイツはスペイン内戦や国共内戦等において、新兵器の実験場として戦車や航空機などに加えて、明確な証拠は少ないものの、化学兵器をも現地の軍事組織に対して提供していたとされており、これらで得たデータを元に化学兵器を主武装とする装甲車の製造に着手したと考えられる。

## 生産
まず1937年に当時ソ連の装甲車でシリーズ化されていたBA装甲車系列でBA-23が化学兵器専門装甲車として計画された。しかし原因は不明だがこれは1937年内で製造計画が放棄され、ペーパープランに終わる。
次に同年中に、後に数多くの用途に転用されることとなるZIS-6トラクターをベースにした化学兵器装甲車の計画が出される。これがKS-18であり、ベースが既製品ということもあり、年内に試作品の完成から、試験、そして量産にまで漕ぎつけることに成功する。しかし独ソ以外の主要国において製造、所有そのものが白眼視されつつあった化学兵器を扱うという目的ゆえか、これらの過程に関する詳細な資料は残されておらず、1939年までに94台が生産されたということ以外の細部は不明である。

## 構造
装甲は天頂部は4mm、他は概ね8mm厚で構成されており、車内は運転席の後部に化学兵器の操作装置が配置され、さらにその後ろに1000ℓの化学兵器タンクが収納されていた。乗務員は車長及び整備士兼ドライバーの２名。
主にマスタードガスの運用がメインであったと考えられ、完全充填された本車両は約25～30分間、範囲にすると約2600㎡への化学兵器の噴霧が可能であった。この化学兵器システム自体はCOP-18という名称がついている。
車両によっては無線アンテナ及び充電器が車載されていた。

## 運用
本車両は直接労農赤軍に装備されることはなく、赤軍戦車旅団の支援を行う国営企業が運用を行っていた。そのため軍とは指揮系統や運用体系そのものが異なり、実戦に関する記録が残っていない。
冬戦争において戦闘を行ったレニングラード周辺配置の戦車旅団隷下に9台のKS-18が所在していた記録は残っているが、これについても戦闘に関する記録はない。
最後に記録として出てくるのが、上記写真にある1941年夏、独ソ戦開始直後の時期に1台のKS-18が破壊されたというもので、これ以降のKS-18の去就に関しては不明である。またこれ以降化学兵器専門の装甲車両というものは公式には製造はされていない。